# Jan Bitny-Szlachta
Jan Bitny-Szlachta (ur. 1908 w Jekaterynburgu, zm. 7 lutego 1974 w Warszawie) – polski inżynier, architekt, urbanista, jeden z twórców architektury Stalowej Woli.
Autor projektu w konkursie na zagospodarowanie Osiedla Szwoleżerów oraz urbanistyczne rozwiązanie wschodniego obszaru Osi Stanisławowskiej w Warszawie. Współautor planu zagospodarowania przestrzennego Warszawskiego Zespołu Miejskiego, wraz z planem ogólnym zagospodarowania przestrzennego m. st. Warszawy.

## Życiorys
W 1935 ukończył architekturę na Politechnice Warszawskiej. W 1937 przybył z Katowic do powstających Zakładów Południowych, gdzie został zatrudniony jako pracownik biura projektowego. Był autorem wielu projektów budynków powstającej Stalowej Woli. Należą do nich zaprojektowane w stylu art déco m.in. Budynek Dyrekcji Naczelnej Huty Stalowa Wola, Dyrekcja Zakładu Hutniczego, oraz Dyrekcja Zakładu Mechanicznego. Jest autorem zestawu mebli w sali konferencyjnej byłych Zakładów Południowych. Zaprojektował modernistyczne willowe budynki tzw. Osiedla Dyrektorskiego przy dzisiejszych ulicach Mickiewicza i Wyszyńskiego, prawdopodobnie Hotel Hutnik, oraz pierwsze kino Stal przy dzisiejszej ulicy Narutowicza. W 1939 zgłosił swój projekt budowy kościoła, jednak wybuch II wojny światowej uniemożliwił budowę. Mieszkał z żoną i córkami przy obecnej ulicy Narutowicza 1.
Był organizatorem całej oprawy związanej z wizytą w Zakładach Południowych prezydenta Ignacego Mościckiego w czerwcu 1939.
Przy jego zaangażowaniu i współpracy z księdzem Józefem Skoczyńskim, do Stalowej Woli trafił kościół św. Floriana. Gdy w 1942 okupanci niemieccy przeznaczyli do rozbiórki drewniany kościół w Stanach, przyczynił się do przeniesienia go do Stalowej Woli. We wrześniu 1943 elementy rozebranego kościoła przetransportowano, wówczas kierował pracami architektonicznymi i ponownym montażem kościoła. Zaprojektował dodatkowo po obu stronach kościoła dwie zakrystie i słupowe podcienie sprawiając, że postawiony na nowo kościół był większy. W przedsionku kościoła dla upamiętnienia jego postaci i zasług dla miasta Stalowa Wola umieszczono pamiątkową tablicę.
W 1945 z rodziną opuścił Stalową Wolę. Po wyjeździe pracował jako architekt w Gdańsku, później w Krakowie (1945–59). Od 1959 w Warszawie jako projektant w Pracowni Urbanistycznej Warszawy.
Członek SARP o. Katowice (przed 1939). Członek SARP o. Kraków (po 1945). Członek o. Warszawskiego SARP (1964–73).
Zmarł w Warszawie, pochowany na cmentarzu Stare Powązki (kwatera 27, rząd 3, miejsce 13).

## Odznaczenia[2]
- Złoty Krzyż Zasługi (1939),
- Srebrny Krzyż Zasługi (1954)
- Odznaka „Budowniczy Huty Lenina” (1958)
- Krzyż Kawalerski Orderu Odrodzenia Polski (1969),
- Srebrna Odznaka SARP (1972),